# Observer Badge (États-Unis)
L'Observer Badge ("Insigne d'observateur") est un insigne militaire des forces armées américaines datant de la Première Guerre mondiale. Cet insigne était délivré aux copilotes, aux navigateurs et au personnel d'assistance en vol (en tant qu'observateur aérien) qui avaient reçu une formation différente de celle requise pour l'obtention de l'insigne de pilote standard (Aviator Badge). 
L'Observer Badge a survécu à la Seconde Guerre mondiale et aux années 1950, époque à laquelle le concept d'insigne d'observateur a été abandonné au profit des insignes modernes d'équipage et de navigateur-observateur. Outre les ailes destinées aux aviateurs navals et aux officiers de l'aéronavale, la marine américaine (US Navy) conserve un "badge d'observateur" qui est délivré aux spécialistes de mission qualifiés pour le vol, tels qu'un certain nombre de météorologues et d'officiers de renseignement dans la marine américaine et le corps des Marines. L'armée de l'air américaine (US Air Force) décerne son insigne d'observateur USAF, identique à l'insigne de navigateur USAF, aux officiers de l'armée de l'air qui se sont qualifiés en tant que spécialistes de mission de la navette spatiale de la NASA, qui ont effectué une mission réelle à bord de la navette et/ou de la station spatiale internationale et qui, par ailleurs, n'ont pas été préalablement qualifiés sur le plan aéronautique en tant que pilotes ou navigateurs de l'armée de l'air.
Dans les forces armées américaines modernes, l'insigne d'observateur est rarement délivré, mais il a connu une résurgence dans les forces aériennes d'autres pays, notamment le Royaume-Uni et le Canada.

## Première Guerre mondiale

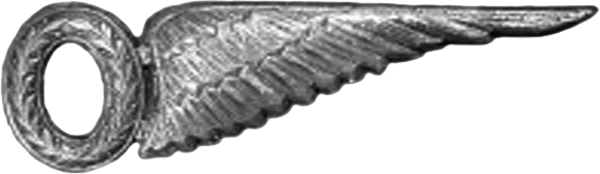
Insigne d'observateur de la Première Guerre mondiale

L'insigne d'observateur original était une variante à demi-ailes de l'insigne d'aviateur porté par les pilotes militaires de l'United States Army Air Service et, plus tard, de l'United States Army Air Corps. L'insigne était principalement décerné aux mitrailleurs, aux observateurs et aux navigateurs des premiers avions militaires armés. Avec l'avènement du bombardement, l'insigne d'observateur a également été autorisé à l'origine pour les bombardiers d'avions. Toutefois, un nouvel insigne a rapidement été créé pour ces fonctions : l'insigne d'aviateur de bombardement (Bombing Aviator Badge).
Les observateurs de ballons pouvaient également prétendre à l'insigne, qui était généralement appelé à la fois insigne d'observateur d'avion (Airplane Observer Badge) et insigne d'observateur de ballons (Balloon Observer Badge). Le dessin de l'insigne décerné était identique dans les deux cas et, vers la fin de la Première Guerre mondiale, il était communément appelé "insigne d'observateur d'avions et de ballons" ("Airplane and Balloon Observer Badge"), bien que les grades pour lesquels l'insigne était délivré soient restés distincts.

## Seconde Guerre mondiale

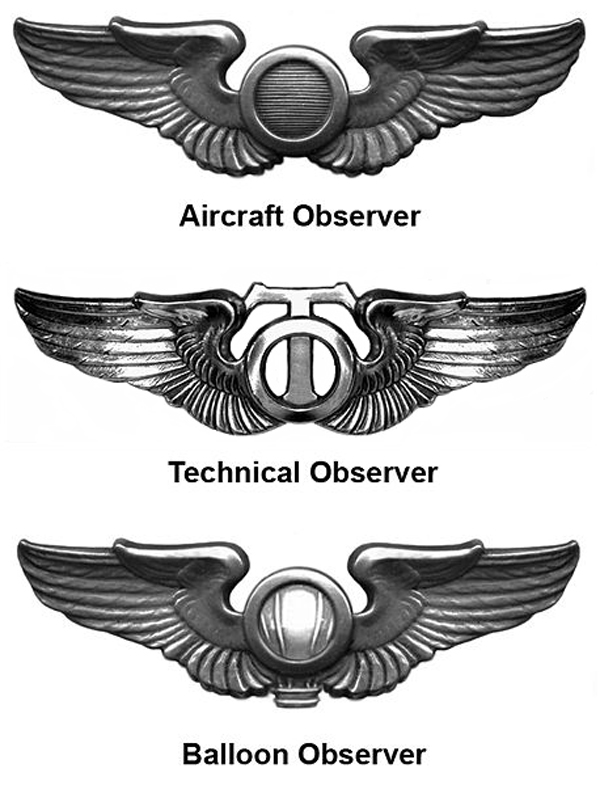

Entre 1919 et 1935, la conception de l'insigne d'observateur est restée inchangée et il a été délivré à la fois aux pilotes d'avion et aux pilotes d'aéronefs plus légers que l'air. Cependant, au fur et à mesure que l'aviation militaire se développe, le concept d'observateur d'avion évolue, ce qui nécessite une refonte de l'insigne d'observateur et une modification correspondante des critères d'admissibilité. Le 20 février 1940, la qualification a été remplacée par celle d'observateur de combat, puis par celle d'observateur d'avion le 4 septembre 1942. Il est à noter que les bombardiers qui utilisaient le système top secret SHORAN recevaient également l'insigne d'observateur. Ils s'asseyaient au milieu du navire, à la place de l'opérateur radio, car ils utilisaient un viseur de bombardement électronique et non optique.
Au moment de l'entrée des États-Unis dans la Seconde Guerre mondiale, trois insignes d'observateur ont été autorisés par l'armée de l'air. Le premier était l'insigne d'observateur de combat (Combat Observer Badge): il s'agissait d'un insigne d'aviateur avec un grand "O" au centre. Pour les observateurs de ballons, un insigne distinct a été créé : l'insigne d'observateur augmenté d'un insigne de ballon.
La troisième et dernière version de l'insigne d'observateur était l'insigne d'observateur technique (Technical Observer Badge), un insigne d'aviateur avec un T et un O au centre. L'insigne d'observateur technique était principalement décerné au personnel de l'ingénierie de vol chargé d'assister le mécanicien navigant.

## United States Navy, Marine Corps, and Coast Guard

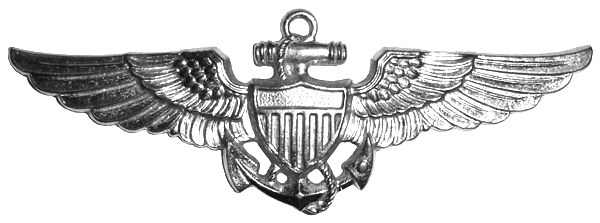
L'insigne original de l'observateur de l'aéronautique navale était identique à l'insigne de l'aviateur naval, sauf qu'il était en argent.

L'insigne d'observateur de l'aéronautique navale (Naval Aviation Observer Badge) a été créé en 1922 et décerné aux navigateurs et autres membres du personnel de soutien des aéronefs de la marine. L'insigne original était basé sur le design de l'insigne de l'aviateur naval, mais avec une seule aile à gauche, et avec l'ancre surmontée d'un "O" plutôt que d'un bouclier. En 1927, cet insigne a été remplacé par un nouveau dispositif, identique aux ailes de l'aviateur naval, mais en argent plutôt qu'en or.
Il est à son tour remplacé par un insigne en or dont le centre est constitué d'une ancre argentée dans un cercle argenté, utilisé de 1929 à 1968.

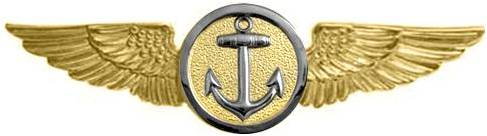
Insigne d'observateur de l'aéronautique navale et de météorologue de vol

Pendant une brève période à partir de 1945, le secrétaire à la Marine a approuvé des insignes distincts pour les observateurs de l'aéronautique navale spécialisés dans la navigation, le radar, la tactique et l'aérologie. Ces insignes ont été supprimés et remplacés par l'insigne normalisé or/ancre argentée/cercle argenté.
En 1966, un nouvel insigne a été institué et, en 1968, l'insigne des observateurs de l'aéronautique navale a été remplacé par l'insigne des officiers de l'aéronautique navale (Naval Flight Officer Badge). Toutefois, au lieu d'être totalement supprimé, le critère d'attribution de l'insigne d'observateur de l'aéronautique navale a été modifié une nouvelle fois et accordé à des spécialistes des missions aéronautiques non pilotes/non Naval flight officer, tels que les météorologues en vol ou les officiers du renseignement naval ou de la cryptologie qui volent régulièrement en tant qu'équipage sur des aéronefs navals sélectionnés. Sous cette forme, l'insigne d'observateur naval existe toujours, mais il est alternativement désigné par son nom d'origine et, lorsqu'il est porté par des officiers météorologistes, par l'insigne de météorologiste de vol (Flight Meteorologist Badge). Dans le corps des Marines, l'insigne est décerné au personnel de soutien en vol des aéronefs sous son nom original d'insigne d'observateur de l'aéronautique navale pour les officiers non désignés pour l'aéronautique qui jouent un rôle d'observateur ou de guetteur à bord des aéronefs du corps des Marines.
La Garde côtière (US Coast Guard)a autorisé la désignation de spécialiste de mission aéronautique le 26 août 2003 dans la COMDTNOTE 1200 (ALCOAST 401/03). Les observateurs aériens des glaces (de la patrouille internationale des glaces (International Ice Patrol)) ainsi que les opérateurs de systèmes de détection, les opérateurs de systèmes tactiques, les artilleurs de l'aviation et les techniciens médicaux de l'aviation peuvent prétendre à cette désignation. Le personnel de la Garde côtière spécialisé dans les missions aériennes porte également les mêmes insignes d'uniforme que les observateurs de l'aéronautique navale. La désignation permanente est obtenue après 200 heures de vol pour les spécialistes des aéronefs à voilure tournante et 400 heures pour les spécialistes des aéronefs à voilure fixe.

## Qualification d'observateur de l'armée de l'air américaine (US Air Force Observer rating)

Insigne de navigateur/officier des systèmes de combat/observateur de l'armée de l'air américaine

Avec la création de l'armée de l'air américaine (US Air Force) en 1947, les observateurs de l'aviation ont été progressivement remplacés par des spécialistes mieux formés, connus sous le nom de personnel navigant. L'insigne du personnel navigant a été créé avant la Seconde Guerre mondiale, mais il n'était décerné qu'au personnel enrôlé. Depuis la création de l'USAF de l'Insigne d'officier du personnel navigant (Officer Aircrew Badge) (une distinction non cotée), le Navigator-Observer Badge est délivré aux officiers non cotés qui terminent la formation de spécialiste de mission de la NASA avec la qualification aéronautique d'observateur. À l'issue d'une mission opérationnelle, ils peuvent demander au chef d'état-major de l'armée de l'air (Chief of Staff of the United States Air Force) la qualification d'astronaute, qui leur permet de porter la version de l'insigne d'astronaute (Astronaut Badge) de l'armée de l'air américaine (version Navigateur / Officier des systèmes de combat).

### Patrouille aérienne civile (Civil Air Patrol)
Le titre d'"observateur" est encore régulièrement utilisé par les auxiliaires de l'armée de l'air américaine (US Air Force Auxiliary) , mieux connus sous le nom de Patrouille de l'air civile ( Civil Air Patrol). Les observateurs de la patrouille aérienne civile peuvent agir en tant que commandant de mission pour les équipages engagés dans des missions de recherche et de sauvetage, de reconnaissance de la défense du territoire ou d'autres missions autorisées par l'armée de l'air, en assurant la liaison entre la sortie et la base de la mission. Les observateurs sont formés à la navigation aérienne, aux communications radio et à d'autres sujets techniques tels que la radiogoniométrie aérienne. L'insigne de la patrouille aérienne civile (Civil Air Patrol badge) pour un observateur est presque identique à l'insigne du pilote de la CAP, sauf que l'insigne de l'observateur comporte un O supplémentaire ou un cercle fin au-dessus de l'emblème central de la CAP.

## Source
- (en) Cet article est partiellement ou en totalité issu de l’article de Wikipédia en anglais intitulé « Observer Badge » (voir la liste des auteurs).